# قائمة الزائرين لتسيتسرنكابرد

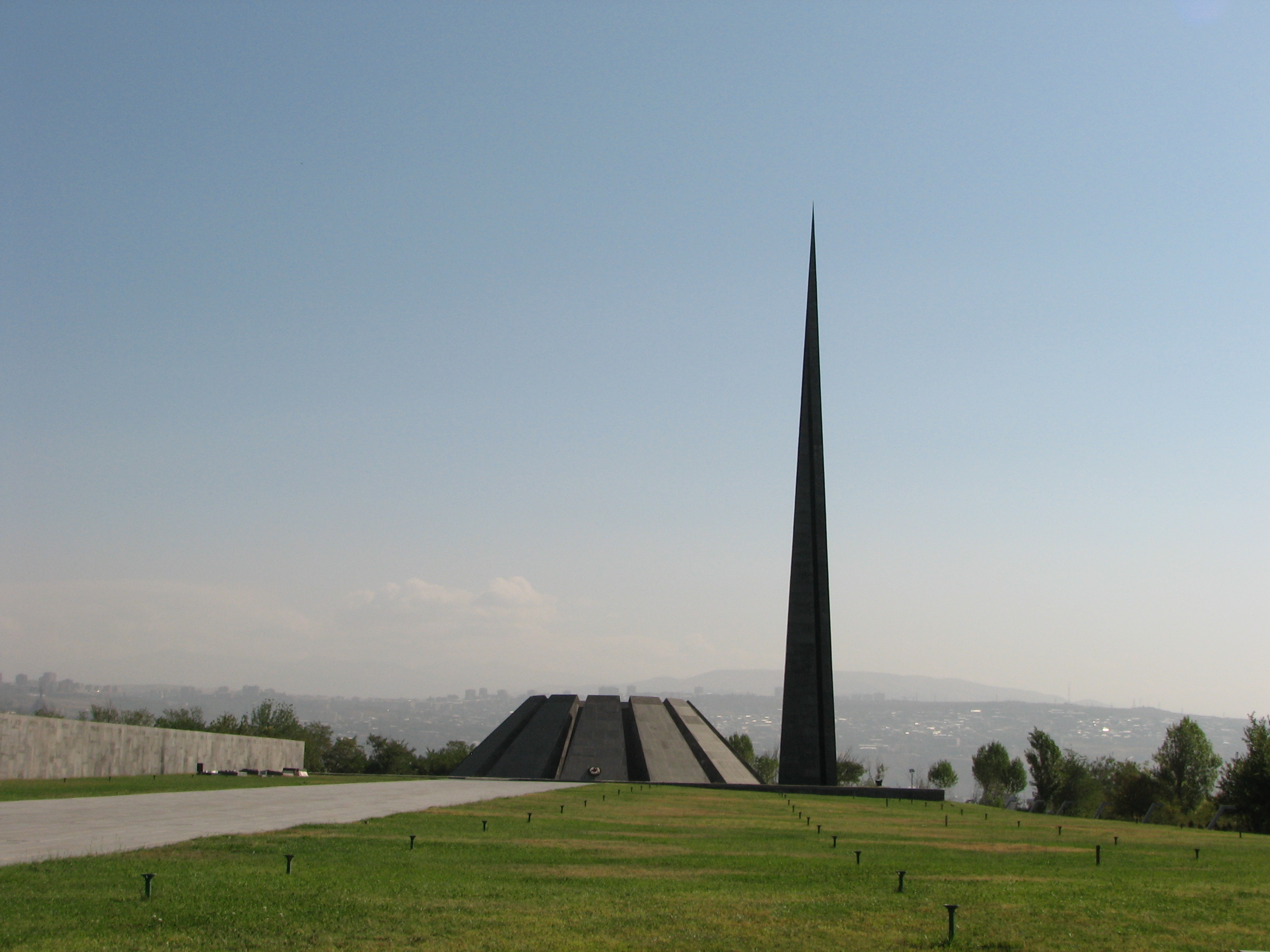
نصب تسيتسرنكابردالتذكاري

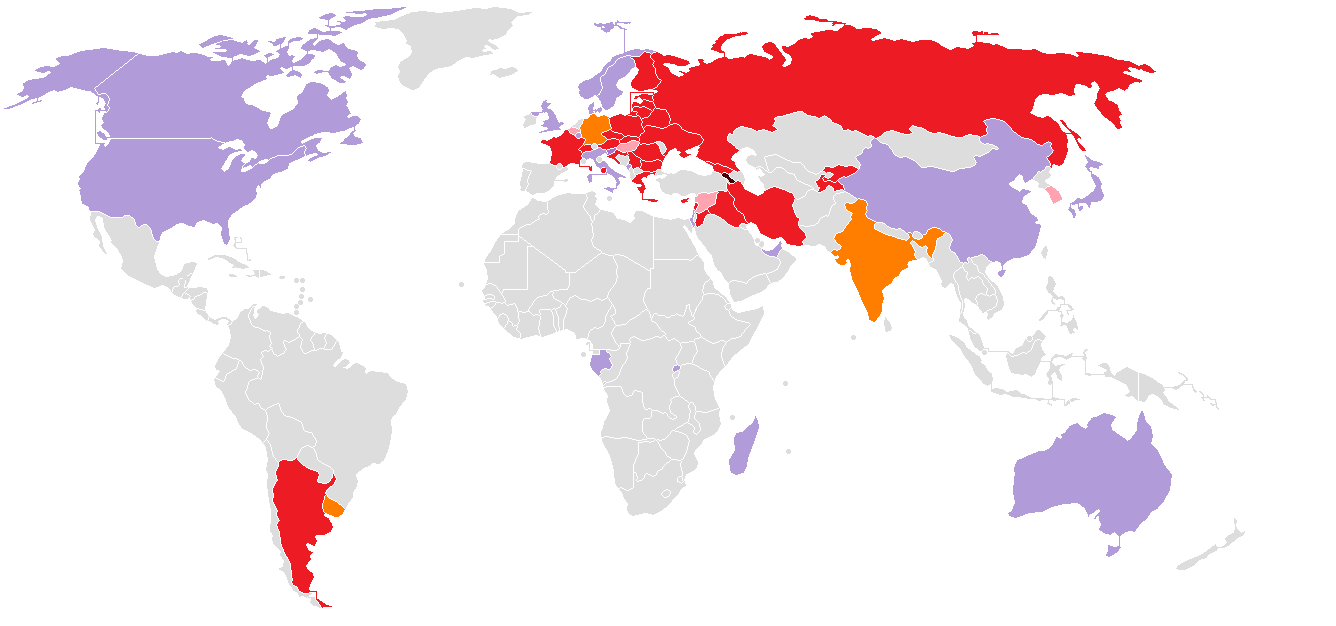
خريطة غير كاملة توضح موقف أعلى مسؤولي الدولة من قبل الدول التي قامت بزيارة النصب التذكاري
رؤساء الدول
رؤساء الحكومة
رؤساء الهيئات البرلمانية
وزير في الحكومة

تسيتسرنكابرد هو النصب التذكاري الرسمي لضحايا الإبادة الجماعية الأرمينية في يريفان، أرمينيا. تم افتتاحه في عام 1967 بعد مظاهرة حاشدة جرت في يريفان في 24 أبريل 1965، في الذكرى الخمسين لترحيل مئات المفكرين الأرمن من القسطنطينية التي شكلت بداية الإبادة الجماعية. بعد استقلال أرمينيا عن الاتحاد السوفيتي في عام 1991، أصبح النصب التذكاري جزءًا من الاحتفالات الرسمية. ومنذ ذلك الحين، كان كل مسؤول أجنبي تقريباً زار أرمينيا يتضمن زيارة إلى النصب التذكاري للإشادة بضحايا الإبادة الجماعية للأرمن. وتشمل زيارة إلى تسيتسرنكابرد أيضا جولة في المتحف. قام بعض الزوار البارزين بزرع أشجار بالقرب من النصب التذكاري.
وقد زار النصب التذكاري مجموعة واسعة من السياسيين والفنانين والموسيقيين والرياضيين والشخصيات الدينية. أبرزها: رؤساء روسيا (بوريس يلتسين، فلاديمير بوتين، دميتري ميدفيديف)، فرنسا (جاك شيراك، نيكولا ساركوزي، فرانسوا هولاند)، أوكرانيا، جمهورية التشيك، بولندا، اليونان، جورجيا، إيران، بيلاروسيا، رومانيا، لبنان، كرواتيا، صربيا، ورؤساء وزراء بلغاريا والجمهورية التشيكية ودول أخرى. قام وزراء خارجية العديد من الدول (بما في ذلك وزيرة الخارجية الأمريكية هيلاري كلينتون وعدد من كبار المسؤولين في الاتحاد الأوروبي - بمن فيهم خوسيه مانويل باروسو وهيرمان فان رومبوي) - بتكريم الضحايا بزيارة تسيتسيرناكابرد. ومن بين الزائرين الآخرين البابا يوحنا بولس الثاني في عام 2001، والبابا فرانسيس في عام 2016، والحاخام الأكبر لإسرائيل يونا ميتزجر، ورئيسة كل إنكلترا روان ويليامز، وبطريرك الكنيسة الأرثوذكسية الروسية كيريل الأول في موسكو، وبطل العالم الشطرنج فلاديمير كرامنيك، وورلد بطل كرة القدم يوري دجوركاييف، نجم الروك الإنجليزي إيان جيلان، وصانع الأفلام الصربي أمير كوستوريكا، والممثلين الفرنسيين جيرار دوبارديو وألان ديلون، الحاصل على جائزة نوبل في الفيزياء زورس الفيروف.

## الأهمية والخلافات
يعتبر الاعتراف بالإبادة الجماعية للأرمن واحدة من أهم قضايا السياسة الخارجية في أرمينيا، وهو الهدف رقم واحد للمنظمات الأرمينية في الشتات. ينظر العديد من الأرمن إلى هذه الزيارات كعلامة على الاعتراف بالإبادة الجماعية.
يا قاضي الأحياء والأموات، ارحمنا!

اسمع يا رب إلى الرثاء الذي يرتفع من هذا المكان,

لدعوة الموتى من أعماق "ميتز يغيرن" ،

صراخ الدم البريء الذي يتوسل مثل دم هابيل ،

مثل راشيل تبكي لأطفالها لأنهم ليسوا أكثر.

### زيارة البابا يوحنا بولس الثاني عام 2001
وصل البابا يوحنا بولس الثاني إلى يريفان في 25 سبتمبر 2001 للمشاركة في الاحتفالات بالذكرى السابعة والسبعين لاعتماد المسيحية كدين قومي لأرمينيا. زار البابا النصب التذكاري في اليوم التالي بعد اجتماعه بالرئيس روبرت كوشاريان. وضع إكليلا من الزهور على ضحايا الإبادة الجماعية، وقام بخطاب قصير، وقراءة صلاة. استخدم البابا مصطلح Metz Yeghern (الكلمة الأرمينية للإبادة الجماعية، والتي تترجم حرفياً باسم «الجريمة الكبرى») في صلاته، مما تسبب في جدل حول ما إذا كان قد أدرك أحداث عام 1915 على أنها إبادة جماعية أم لا.
أثارت هذه الخطوة التي قام بها زعيم الكنيسة الكاثوليكية الرومانية موجة من الاستياء في تركيا. في 1 أكتوبر 2001، صرحت PanARMENIAN.Net بأن "الإعلام التركي يعبر عن الأحزان عندما قال البابا كلمة" إبادة جماعية "[في اليوم الأخير من زيارته].

### زيارة هيلاري كلينتون في 2010
وصلت وزيرة الخارجية الأمريكية هيلاري كلينتون إلى يريفان يوم 4 يوليو، في يوم استقلال أمريكا، لتصبح بذلك المسؤولة الأمريكية الأعلى رتبة التي تزور البلاد. واعتبرت زيارتها «رمزية ولكن مع ذلك معتبرة» وأصبحت زيارتها المحتملة إلى تسيتسيراكابرد موضوعًا للكثير من النقاش في وسائل الإعلام الأرمنية. لم تعترف الولايات المتحدة بالإبادة الجماعية للأرمن رسميًا وزيارة النصب التذكاري للإبادة الجماعية، اعتقد الكثيرون أن الولايات المتحدة بعثت برسالتها رسالة سياسية واضحة إلى تركيا. ذهبت إلى النصب التذكاري في 5 يوليو 2010، قبل أن تغادر إلى تبليسي. أكاليل الزهور التي وضعتها كلينتون في النصب التذكاري «من وزيرة الخارجية هيلاري رودام كلينتون» على الرغم من إعلانها لأول مرة أن زيارتها ستكون غير رسمية.

### الرفض
زار الرئيس التركي عبد الله جول أرمينيا في سبتمبر 2008 لحضور مباراة كرة قدم بين الفريقين الأرمني والتركي في يريفان. وبما أن الحكومة التركية تنفي حقيقة الإبادة الجماعية، فإنه لم يزور النصب التذكاري. أما الرؤساء الآخرون الذين اختاروا عدم القيام بزيارة إلى تسيتسيرنأكبريد فقد كانوا الرئيس السوري بشار الأسد والإيراني محمود أحمدي نجاد. رفضوا زيارة النصب التذكاري حتى لا يعرضوا علاقتهم الثنائية مع تركيا المجاورة للخطر. في عام 2010، رفض ميفلوت تشافوشلو، الرئيس التركي للجمعية البرلمانية لمجلس أوروبا، زيارة النصب التذكاري، «إنه قراري الخاص. أحترم رأيكم وعليك أن تحترمني».

## السياسيون
| - كارلوس منعم (1998) - اميل كونستانتينسكو (1998) - بيتار ستويانوف (1999) - قسطنطينوس ستيفانوبولوس (1999) - إميل لحود (2001) - ايون اليسكو (2001) - إدوارد شيفرنادزه (2001) - ألكسندر كوازنييفسكي (2001) - عسكر أكاييف (1997, 2002) - ليونيد كوتشما (2002) - بوريس يلتسين (2002) as former President - رولانداس باكساس (2003) - محمد خاتمي (2004) - أرنولد روتيل (2004) - تارجا هالونين (2005) - ترايان باسيسكو (2006) - جاك شيراك (2006) | - ستيبان ميسيتش (2009) - ميخائيل ساكاشفيلي (2009) - ديميتريس كريستوفياس (2009) - بوريس تاديتش (2009) - فالديس زاتليرز (2009) - دميتري ميدفيديف (2008, 2010) - دانيلو تورك (2010) - ميشلين كالمي ري (2011) - داليا جريبوسكايتي (2011) - نيكولا ساركوزي (2011) - برونيسلاف كوموروفسكي (2011) - ميشال سليمان (2011) - هاينز فيشر (2012) - الكسندر لوكاشينكو (2013) - كارولوس بابولياس (2007, 2014) - جيورجي مارغفيلاشفيلي (2014) - ديدييه بورخالتر (2014) - نيكوس اناستاسيادس (2015) - توميسلاف نيكوليتش (2014, 2015) - فرانسوا هولاند (2014, 2015) - فلاديمير بوتين (2001, 2013, 2015) - ميلوش زيمان (2016) - إيمومالي راحمون (2003, 2017) - رومين راديف (2018) - ميشال عون (2018) | الرؤساء الروس فلاديمير بوتين (يسار) في عام 2001 و دميتري ميدفيديف في عام 2008 (يمين) في Tsitsernakaberd. |
| مرئية خارجية | | |
| | Hillary Clinton's visit in 2010 | |
| | Nicolas Sarkozy at the memorial, 2011 | |

### نائب الرئيس
- بهايرون سينغ شيخاوات (2005)[64]
- دانيلو أستوري (2014)[65]
- محمد حامد أنصاري (2017)[66]

### رئيس الوزراء
- رفيق الحريري (1997)[67]
- عصام فارس (2001)[23]
- ميخائيل كاسيانوف (2002)[68]
- سيرجي سيدورسكي (2006)[69]
- زوراب نكيديلي (2007)[70]
- سيرجي ستانيشيف (2007)[70]
- فيكتور زوبكوف (2008)[71]
- جان فيسشر (2010)[44]
- دونالد تاسك (2010)[72]
- بويكو بوريسوف (2012)[73]
- بيدزينا أيفانيشيلا (2013)[74]
- ايراكلي غاريباشفيلي (2014)[75]
- دميتري ميدفيديف (2016)[76]

### متحدثون
- جينادي سيليزنيوف (1996)[77]
- كريستيان بونسيليه (1999)[78]
- عبد القادر قدورة (2001)[79]
- انتجي فولمر (2001)[80]
- آرتراس باولوسكاس (2005)[81]
- إنغريدا أودري (2005)[82]
- Vladimir Konoplyov (2005)[83]
- آن ماري ليزين (2005)[84]
- هيرمان دي كرو (2005)[85]
- غلام علي حداد عادل (2006)[86]
- بوجدان بوروسيفيتش (2006)[87]
- جورجي بيرينسكي  [لغات أخرى]‏ (2006)[88]
- كريستيان بونسيليه (2006)[37]
- جان لويس ديبري (2006)[37]
- بريمسل سوبوتكا (2008)[89]
- ديفيد باكرادزي (2009)[90]
- أرمان دي ديكر (2009)[91]
- بوريس جريزلوف (2010)[92]
- لوكا بيبيتش (2011)[93]
- لازلو كوفير (2011)[94]
- فولوديمير ليتفين (2011)[95]
- نبيه بري (2011)[94]
- هون جاي هيون (2012)[96]
- خورخي أوريكو (2012)[97]
- نوربرت لاميرت (2013)[98]
- فانجيليس ميماراكيس (2014)[99]
- ياناكيس أوميرو (2014)[100]
- دافيت أوسوباشفيلي (2015)[101]
- محمد جهاد اللحام (2015)[102]
- زوي كونستانتوبولو (2015)[103]
- سيرجي ناريشكين (2012, 2015, 2016)[104][105][106]
- جان هاماسك (2015)[107]
- ماجا جوجكوفيتش (2016)[108]

### مجلس الوزراء
وزراء الخارجية
- ايوانيس كاسوليديس (1998)[109]
- إدوارد كوكان (2000)[110]
- إندلس بيرزنس (2001)[111]
- توماس هندريك إلفيس (2001)[112]
- اناتولي زلينكو (2001)[113]
- ديميتري روبيل (2002)[114]
- يوشكا فيشر (2004)[115]
- بير ستيج مولر (2004)[116]
- فيليب دوست بلازي (2006)[37]
- ميشلين كالمي ري (2006)[117]
- فرانك فالتر شتاينماير (2007)[118]
- آنا فوتيجا (2007)[119]
- آرتيس بابريكس (2007)[120]
- كينغا جونتشز (2008)[110]
- غريغول فاشادزه (2009)[91]
- أورمز بيت (2009)[91]
- جورج تايانا (2010)[44]
- مايكل سبيندليغر (2010)[44]
- هيلاري كلينتون (2010)[13][44]
- بيتر ماورر (2010)[92]
- رادوسلاف سيكورسكي (2010)[44]
- كوستيانتين خريشيكو (2011)[94]
- يانغ جيتشي (2011)[94]
- كارل بيلدت (2011)[94]
- جوناس غار ستور (2011)[94]
- جيدو فيسترفيله (2012)[121]
- إراتو كوزاكو - ماركوليس (2012)[50]
- اركي تيوميويا (2012)[120]
- أودرونيوس أزوباليس (2012)[122]
- سيرجي مارتينوف  [لغات أخرى]‏ (2012)[123]
- لويس الماجرو (2012)[124]
- جان اسيلبورن (2012)[125]
- إدغارز رينكيفيكس (2012)[126]
- ميروسلاف لاجاك (2013)[127]
- ايغور لوكشيتش (2013)[128]
- هوشيار زيباري (2013)[129]
- كاريل شوارزنبرج (2008,[130] 2013)[131]
- إيفان مركيك (2014)[132]
- سيباستيان كورتس (2014)[133]
- فرانك ولتر شتاينماير (2014)[134]
- ليناس لينكفيسيوس (2014)[135]
- سيرغي لافروف (2007,[136] 2012,[137] 2014,[138] 2015)
- جبران باسيل (2015)[139]
- هيكتور ماركوس تيمرمان (2012,[140] 2015)[141]
- ديدييه ريندرز (2015)[142]
- لوبومير زوراليك (2015)[143]
- مارجوت وولستروم (2016)[144]
- ميخائيل جانيلزي (2016)[145]
- عبد الله بن زايد آل نهيان (2017)[146]
- هنري راباري-نجاكا (2018)[112]

وزراء آخرون
- زيفادين جوفانوفيتش، نائب وزير الخارجية (1995)[147]
- ايغور سيرجيف، وزير الدفاع (1998)[148]
- جورجي بوس، وزير الضرائب والرسوم (1999)[149]
- نواف مصالحة، نائب وزير الخارجية (2000)[109]
- سيبوه هوفانيان، وزير الشباب والثقافة (2001)[23]
- جيديميناس كيركيلاس، وزير الدفاع الوطني (2005)[64]
- جو هوكي، وزير الخدمات الإنسانية (2005)[150]
- سيرجي إيفانوف، سيرغي إيفانوف، وزير الدفاع (2006)[151]
- كريستيان استروسي، وزير الإقليمية (2007)[152]
- تيودور ميليسكانو، وزير الدفاع (2007)[153]
- ألكسندر رادكوف، وزير التربية والتعليم (2007)[154]
- اندريه فورسينكو، وزير التربية والعلوم (2007)[154]
- عبدجبور رحمانوف، وزير التربية والتعليم (2007)[154]
- جووزاس أوليكاس، وزير الدفاع الوطني (2007)[70]
- ستيفان هاربين، Minister of Justice (2008)[155]
- بافل جراتشوف، وزير الدفاع السابق (2008)[156]
- غيا نوديا، وزير التربية والعلوم (2008)[155]
- فلاديميرماتفيتشوك، وزير الثقافة (2008)[157]
- ماريك معاريتش، وزير الثقافة (2008)[155]
- بوجدان كليش، وزير الدفاع الوطني (2009)[158]
- باتريك ديفدجيان، وزير تنفيذ خطة الإنعاش (2010)[92]
- ديمتري شاشكيني، وزير التربية والعلوم (2010)[92]
- هنري دي رينكورت، وزير التعاون (2011)[159]
- اوريت نوكيد، وزير الزراعة (2012)[160]
- كورنيليا بيبر، وزير الدولة (2012)[104]
- راسا جوكنفيشيين، وزير الدفاع الوطني (2012)[161]
- يولي-ييل ادلشتاين، وزير شؤون المهجر (2012)[162]
- جيامباولو دي باولا، وزير الدفاع (2012)[163]
- سيرجي شويجو، وزير الدفاع (2013)[164]
- بابان سينغ غاتوار، وزير الشؤون البرلمانية (2013)[165]
- ديميتريس افراموبولوس، وزير الدفاع الوطني (2013)[166]
- روشش شاويس، نائب رئيس الوزراء (2013)[167]
- جيسون كيني، وزير التشغيل والتنمية الاجتماعية (2014)[168]
- ديفيد ليدينجتون، وزير الدولة لأوروبا (2014)[169]
- الكسندر شيكايدز، وزير الشؤون الداخلية (2014)[170]
- جوزاس بيرلاتونيس، وزير العدل (2015)[171]
- باقر جبر الزبيدي، وزير النقل (2015)[172]
- آرثر نازاريان، وزير الطاقة (2015)[139]
- الياس بو صعب، وزير التربية والتعليم (2015)[139]
- كريس الكسندر، وزير المواطنة والهجرة (2015)[173]
- خوسيه لويس كانسيلا، نائب وزير الخارجية (2015)[174]
- كريستوفوروس فوكيدز، وزير الدفاع (2015)[175]
- ميتشايلا ماركسوفا تومينوفا، وزير العمل والشؤون الاجتماعية (2015)[176]
- جيورجي مجيبريشفيلي، وزير الاصلاحيات والمساعدة القانونية (2015)[177]
- تيا تسولوكياني، وزير العدل (2015)[177]
- عبد الرحمن محمد العويس، وزير الصحة (2015)[102]
- مايكل روث، وزير الدولة لأوروبا (2015)[178]
- تيناتين خداشيلي، وزير الدفاع (2016)[179]
- تساحي هنغبي، وزير التعاون الإقليمي  [لغات أخرى]‏ (2017)[180]

### مسؤولون حكوميون آخرون
- ألكسندر ياكوفليف، عضو في المكتب السياسي (1988)[181]
- ألكسندر ليبيد، السكرتير السابق لمجلس الاتحاد الروسي (1997)[182]
- ستيفن سيستانوفيتش، المستشار هو الدول المستقلة حديثًا لوزيرة الخارجية (1999)[183]
- جميل السيد، مديرية الأمن العام (2001)[23]
- Anatoly Kvashnin, رئيس الأركان العامة الروسية (2001)[184]
- سيرجي ميرونوف، رئيس مجلس الاتحاد (2002)[185]
- هوارد دين، رئيس اللجنة الوطنية الديمقراطية (2005)[186]
- شو جيا لو، نائب رئيس اللجنة الدائمة للمجلس الوطني لنواب الشعب[187]
- ديميتريوس غرابساس، رئيس هيئة الأركان العامة للجيش اليوناني (2007)[153]
- فلاديمير سيرجييفيتش ميخايلوف، القائد العام للقوات المسلحة من القوات الجوية الروسية (2007)[152]
- أمبرتو رانييري، رئيس لجنة الشؤون الخارجية (2007)[188]
- فلاديمير تشوروف، رئيس لجنة الانتخابات المركزية (2008)[155]
- تود الرايات، القائد العام كنساس (2008)[156]
- غونارز كوترس، رئيس المحكمة الدستورية (2008)[156]
- جان كاسال، نائب رئيس مجلس النواب (2008)[156]
- [فرانكو فرانجولس]، رئيس الأركان العامة لجيش اليونان (2010)[189]
- ميخا ليندنشتراوس، مراقب الدولة وأمين المظالم (2010)[190]
- ماري يوفانوفيتش، الولايات المتحدة سفير في أرمينيا (2010)[191]
- فوجتيش فيليب، نائب رئيس مجلس النواب (2010)[190]
- فالنتينا ماتفيينكو، رئيس مجلس الاتحاد (2012)[104]
- جون هيفيرن، الولايات المتحدة سفير في أرمينيا (2012)[192]
- وولفغانغ تيرس، نائب رئيس البوندستاغ (2012)[104]
- فيكتور غومينسكي، نائب رئيس البرلمان البيلاروسي[193]
- تساو جيان مينغ، المدعي العام للالنيابة الشعبية العليا (2012)[194]
- ماري فيكارا، عضو المجلس التشريعي نيو ساوث ويلز (2013)[195]
- أماندا فازيو، عضو المجلس التشريعي نيو ساوث ويلز (2013)[195]
- ديفيد كلارك، عضو المجلس التشريعي لنيو ساوث ويلز (2013)[195]
- فريد النيل، عضو المجلس التشريعي نيو ساوث ويلز (2013)[195]
- شاوكيت موزيلمان، عضو المجلس التشريعي نيو ساوث ويلز (2013)[195]
- غلاديس بيريخيكليان، وزير النقل نيو ساوث ويلز (2013)[195]
- علي فهد الراشد، رئيس لجنة الشؤون الخارجية في الجمعية الوطنية (2013)[196]
- البارونة جلوريا هوبر، نائب رئيس وليف بير من مجلس اللوردات (2014)[197]
- البارون فولكنر ورسستر، نائب رئيس مجلس النواب والأقران حياة مجلس اللوردات (2014)[197]
- آنا آذري، رئيس قسم أوراسيا في وزارة الخارجية الإسرائيلية (2014)[198]
- فيكتوريا نولاند، مساعد وزير الخارجية للشؤون الأوروبية والأوراسية (2015)[199]
- إيفلين فاركاس، نائب مساعد وزير الدفاع لشؤون أوراسيا (2015)[200]
- جيم أوزدمير، نائب رئيس حزب الخضر (2015)[201]
- أندري بيليانينوف، رئيس الاتحادية دائرة الجمارك (2015)[202]
- نورما عبد االله دي ماتارازو، نائب الرئيس الأول لمجلس النواب (2015)[203]
- جاكوب ليو، الولايات المتحدة وزير الخزانة (2015)[204]
- كراسيمير كاراكاتشانوف، نائب رئيس الجمعية الوطنية (2015)[102]
- زدينيك سكروماش، نائب رئيس مجلس الشيوخ (2015)[102]
- إيسابيل دينجيزيان، نائب رئيس مجلس النواب (2015)[197]
- دينيس باسكال، نائب رئيس البرلمان (2015)[102]
- مانانا كوباكيدزه، النائب الأول لرئيس مجلس النواب (2015)[102]
- كارمن بندوفسكي، المستشار السابق لوزير الشؤون الخارجية (2015)[205]
- بافل ريتشيتسكي، رئيس المحكمة الدستورية التشيكية (2015)[206]
- هارلم ديزير، وزير الدولة للشؤون الأوروبية (2015)[207]
- أنيك جيراردان، وزير الدولة للتنمية (2016)[208]

### أعضاء البرلمان
أعضاء مجلس شيوخ الولايات المتحدة
- جاك ريد (D-RI) (1997)[209]
- بوب دول (R-KS) (1997)[210]
- ديك دوربين (D-IL) (2012)[192]

 الولايات المتحدة الكونغرس
- جوزيف كينيدي الثاني (D-MA) (1993)[211]
- باتريك كينيدي (D-RI) (1997)[212]
- فرانك بالون (D-NJ) (1997)[212]
- ديك غيفهارت (D-MO) (1998)[213]
- جيمس روغان (R-CA) (1999)[214]
- كوني موريلا (R-MD) (1999)[215]
- بيت فيسكلوسكي (D-IN) (2004)[216]
- جوزيف كراولي (D-NY) (2007)[217]
- آدم شيف (D-CA) (2008)[43]
- ديفين نونيس (R-CA) (2012)[218]
- إد رويس (R-CA) (2014)[219]
- إليوت إنجل (D-NY) (2014)[219]
- ديفيد سيسيلين (D-RI) (2014)[219]
- لويس فرانكل (D-FL) (2014)[219]
- جاكي سباير (D-CA) (2015)[220]
- آنا اشو (D-CA) (2015)[220]
- ديفيد تروت (R-MI) (2015)[221]
- فرانك بالون (D-NJ) (2015)[222]

 عضو في البرلمان الأوروبي (MEPs)
- بيا لوكاتيلي، إيطاليا (2007)[152]
- توماش بوريبا، بولندا (2010)[223]
- سلافشو بينيف، بلغاريا (2011)[224]
- يفجيني كيريلوف، بلغاريا (2011)[224]
- ليبور راوسيك، جمهورية التشيك (2011)[225]
- ميلان كابرنوتش، جمهورية التشيك (2011)[224]
- لايمة أندريكيين، ليتوانيا (2012)[226]
- مارتن كالانان، المملكة المتحدة (2013)[227]
- تاتيانا زدانوكا، لاتفيا (2015)[228]
- يارومير ستيتينا، جمهورية التشيك (2015)[228]
- هيدي هاوتلا، فنلندا (2015)[229]
- ريزارد تزارنكي، بولندا (2014,[230] 2015)[231]

آخرون
- يوسي ساريد(2005)[232]
- فرانسوا رويلانتس دو فيفير (2006)[233]
- جورج كولومبير (2006)[234]
- مارغريتا بونيفر (2007)[188]
- ليوليوكا أورلاندو (2007)[188]
- رافايللو دي براسي (2007)[188]
- كريستين اجرسزي (2008)[156]
- أرسلان فاثيبور (2009)[235]
- سيرج لاجوش (2010)[236]
- كارولين كوكس (2011)[94]
- ناه يون مي (2012)[96]
- صوفي جويسن (2012)[237]
- برنار فورنييه (2012)[237]
- فيليب ماريني (2012)[237]
- ليونيد سلوتسكى (2014)[238]
- دانا رايزنييسي أوزولا (2013)[239]
- أندري كليمنتجيف (2013)[239]
- إينيزي ليبينا إغنيري (2013)[239]
- ستيفان ديون (2013)[240]
- فاليري بوير (2013)[241]
- غاي تايسير (2013)[241]
- حسن عايد بخامة (2013)[242]
- ستيفن باوند (2014)[243]
- جون ويتنديل (2014)[197]
- مايك جابس (2014)[243]
- براد بوت (2014)[244]
- ليون بينوا (2014)[244]
- روس هيبيرت (2014)[244]
- زوزكة بيباروفا-رويبروفا (2014)[245]
- برونو لو رو (2014)[42]
- رينيه روكيه (2013, 2014)[42][241]
- نيكولاي ريجكوف (2014)[246]
- إكين ديليجوز (2015)[201]
- نحمان شاي (2015)[247]
- عنات بيركو (2015)[247]
- جيورجوس فارنافا (2015)[248]
- ماريوس غارويان (2015)[248]
- إليني ثيوخاروس (2014,[249] 2015)[248]
- كارل فانلووي (2015)[102]
- جوندرز داودزي (2015)[250]
- هارولد ألبرخت (2010,[251] 2015)[173]
- هاري فان بوميل (2015)[252]
- نوه يونغ مين (2015)[253]
- هانز وينغير (2015)[254]
- جولي دي جروتي (2015)[255]
- فاتوماتا سيديبي (2015)[255]
- أندريه دو باس دي وارنف (2015)[255]
- هيرفي دوين (2015)[255]
- سيمون ساسكيند (2015)[255]
- فانيسا ماتز (2015)[255]
- كريم فان اوفرماير (2015)[255]
- لازلو بوربيلي (2015)[256]
- مارك بريتشارد (2016)[257]
- تالي بلوسكوف (2016)[258]
- سيرجي بوتوكين (2016)[259]
- ليانا كانيلي (2016)[260]
- كينيث جي فورسلاند (2017)[261]

### الإقليمية والمحلية
الولايات المتحدة الهيئة التشريعية في الولاية وأعضاء مجلس المدينة
- باول كريكوريان، ولوس انجليس مجلس المدينة (2004 و 2013)[262]
- Jجون بيريز، رئيس مجلس ولاية كاليفورنيا (2013)[200]
- كاتشو أتشادجيان، عضو مجلس ولاية كاليفورنيا (2013)[200]
- شيريل براون، عضو مجلس ولاية كاليفورنيا (2013)[200]
- أدرين نازاريان، عضو مجلس ولاية كاليفورنيا (2013)[200]
- سكوت ويلك، عضو مجلس ولاية كاليفورنيا (2013)[200]
- بوب بلومنفيلد، ولوس انجليس مجلس المدينة (2013)[262]

حكام
- بوريس غروموف، محافظ موسكو أوبلاست (2008)[155]
- جورجي بوس، محافظ كالينينغراد (2009)[263]
- جورجي بولتافشينكو، محافظ سانت بطرسبرغ (2015)[264]

رؤساء البلديات
- جوربوز تشابن - اسن يورت، مقاطعة إسطنبول، تركيا (1995)[265][266]
- يوري لوجكوف - موسكو، روسيا (2003، 2005)[267]
- ياكيز بيرات - نيس، فرنسا (2007)[268]
- جان كلود غودين - مرسيليا، فرنسا (2007,[153] 2013)[269]
- جيرالد تريمبلي - مونتريال، كندا (2010، 2011)[44][94]
- برتراند ديلانو - باريس، فرنسا (2011)[94]
- عثمان بيدمير - ديار بكر، تركيا (2014)[270]
- ميسر حاجي صالح - صندل، العراق (2015)[271]
- Dوفد اثني عشر عمدة من ألمانيا (2015)[272]
- بيكير كايا - فان، تركيا (2015)[273]
- حسين اولان - بيتليس، تركيا (2015)[273]
- أوزكان بيرليك - موتكي، تركيا (2015)[273]
- محمد أمين أوزكان - غيورمك، تركيا (2015)[273]
- أفتنديل نيمستسفيرايدز - محمية المدينة ومتحف متسخيتا، جورجيا نيمستسفيرايدز (2015)[274]
- آن هيدالغو - باريس، فرنسا (2016)[275]

## قادة أو وفود من منظمات دولية
- رينيه فان دير ليندن، رئيس الجمعية البرلمانية لمجلس أوروبا (2005)[276]
- فلاديمير روشايلو، الأمين التنفيذي لرابطة الدول المستقلة (2005, 2007)[136][277]
- تيري ديفيس، الأمين العام للمجلس أوروبا(2007)[70]
- كويشيرو ماتسورا، المدير العام لاليونسكو (2008)[150]
- ويلفريد مارتنز، رئيس حزب الشعب الأوروبي (2010)[44]
- عبدو ضيوف، أمين عام المنظمة الدولية للفرنكوفونية (2010)[44]
- ثوربيورن ياغلاند، الأمين العام لمجلس أوروبا (2010)[44]
- بيتروس إفثيميو، رئيس [الجمعية البرلمانية لمنظمة الأمن والتعاون في أوروبا] (2011)[94]
- جيرزي بوزيك، رئيس البرلمان الأوروبي (2011)[94][240]
- هيرمان فان رومبوي، رئيس المجلس الأوروبي(2012)[278]
- خوسيه مانويل باروسو، رئيس المفوضية الأوروبية (2012)[279]
- جان كلود مغنون، رئيس الجمعية البرلمانية لمجلس أوروبا (2013)[280]
- هرفيغ فان ستا، رئيس مؤتمر السلطات المحلية والإقليمية التابع لمجلس أوروبا (2013)[281]
- يوري فيدوتوف، مدير مكتب الأمم المتحدة المعني بالمخدرات والجريمة (2013)[282]
- ماجد الشافعي، رئيس ومؤسس منظمة عالم حر الدولية (2014)[244]
- وفد من اتحاد عموم الصين للنساء (2014)[283]
- وفد من البرلمان اليهودي الأوروبي (2014)[284]
- جان بول فاهل، الرئيس الإقليمي الأوروبي للجمعية البرلمانية للفرانكفونية (2015)[285]
- آن براسور، رئيس الجمعية البرلمانية لمجلس أوروبا (2015)[286]
- نيلس مويزنييكس، مفوض حقوق الإنسان لمجلس أوروبا (2015)[287]
- وفد من مجموعة الدول ضد الفساد (GRECO) (2015)[288]
- ميكائيل جان، الأمين العام للمنظمة الدولية للدي لا فرانكوفونيe (2015)[289]
- نيكولاي بورديوزا، الأمين العام للمنظمة معاهدة الأمن الجماعي (2015)[290]
- جوزيف داول، رئيس حزب الشعب الأوروبي (2015)[290]
- أعضاء المكتب التنفيذي لـ جماعة الشباب الديمقراطيين في أوروبا (DEMYC) (2015)[51]
- مايكل مولر، المدير العام لمكتب الأمم المتحدة في جنيف (2015)[102]
- وفد من الجمعية البرلمانية للناتو (2015)[291]
- دونالد تاسك، رئيس المجلس الأوروبي (2015)[292]
- وفد من الرابطة الدولية لعلماء الإبادة الجماعية (2015)[293]

## الشخصيات الدينية

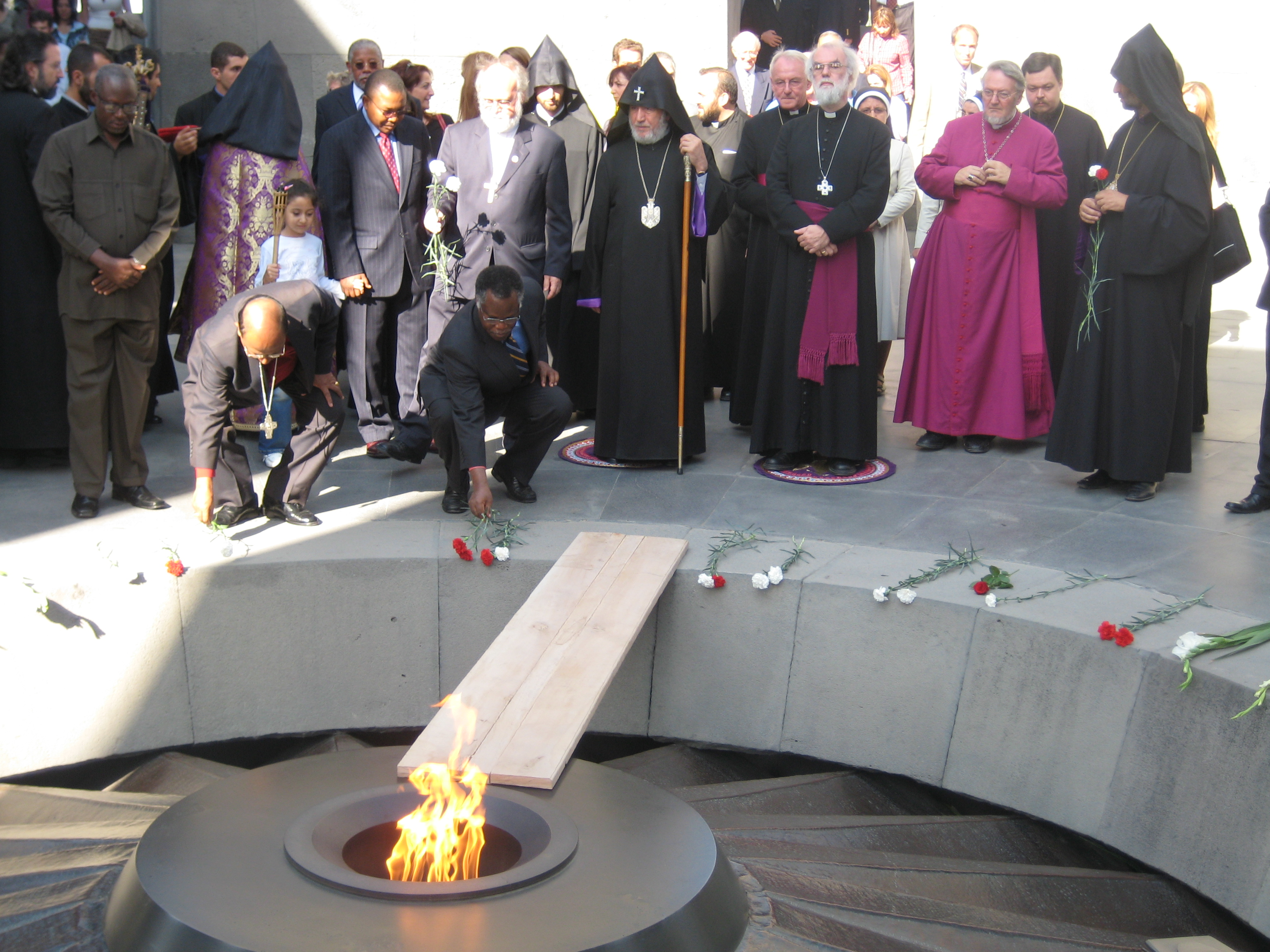
الكاثوليكوس كاريكين الثاني والمطران، روان وليامز في الإبادة الجماعية للأرمن نصب في يريفان 2007

- كونراد رايزر، الأمين العام للمجلس الكنائس العالمي (1996)[294]
- أليكسي الثاني، بطريرك موسكو وكل روسيا (1996)[109]
- البابا يوحنا بولس الثاني (2001)[295]
- البابا شنودة الثالث بابا الكنيسة القبطية الأرثوذكسية بالإسكندرية (2003)[296]
- ستيفن بلاير، أسقف ستوكتون (2003)[297]
- روبرت ادوارد مولفي، أسقف بروفيدانس، RI (2003)[297]
- باسل لوستين، أسقف الكنيسة الكاثوليكية اليونانية الأوكرانية (2003)[297]
- نيكولاس سمرا، مساعد أبرشية مسيحية كاثوليكية نيوتن، MA (2003)[297]
- جون جوزيف نيفينز، أسقف البندقية، FL (2003)[297]
- هوارد جيمس هوبارد، أسقف ألباني، NY (2003)[297]
- وليام هنري كيلر، الروم الكاثوليك المطران بالتيمور (2003)[126]
- يونا ميتزجر، الحاخام الأكبر لإسرائيل (2005)[114]
- داني ريتش، الرئيس التنفيذي الليبرالية اليهودية (2007)[188]
- روان وليامز، رئيس أساقفة كانتربري، الرئيسيات من عموم إنجلترا (2007)[298]
- الكاردينال بيرتوني، كامير لينجو الكنيسة الرومانية المقدسة وزيرة خارجية الفاتيكان (2008)[43]
- قداسة قيرل الأول، بطريرك موسكو وجميع روسيا (2010)[44]
- مير تحسين بيك، زعيم ديني من اليزيديين (2012)[299]
- ثيودور ماكاريك إدغار، الكاردينال الاميركي للكنيسة الكاثوليكية الرومانية (2015)[300]
- إغناطيوس أفرام الثاني، بطريرك كنيسة السريان الأرثوذكس (2014)[301]
- أولاف فيكسي تفيت، السكرتير العام لمجلس الكنائس العالمي (2011,[94] 2014)[302]
- هيلغا هوغلاند بيفوغليين، أسقف كنيسة النرويج (2015)[303]
- بشارة بطرس الراعي، بطريرك أنطاكية، ورئيس الكنيسة المارونية (2015)[139]
- كورت كوخ، الكاردينال السويسري للكنيسة الكاثوليكية الرومانية (2015)[290]
- جون اكس، الأرثوذكسية بطريركية أنطاكية وسائر المشرق (2015)[304]
- البابا تاوضروس الثاني، بابا الكنيسة القبطية الأرثوذكسية بالإسكندرية (2015)[305]
- كريستوفر هيل، أسقف بريطاني متقاعد ورئيس مؤتمر الكنائس الأوروبية (2015)[306]
- ريتشارد شارتر، أسقف لندن (2015)[306]
- روبرت اينيس، أسقف في أوروبا (2015)[306]
- ليوناردو ساندري، محافظ مجمع الكنائس الشرقية (2015)[307]
- البابا فرانسيس (2016)[308]

## شخصيات أخرى
- اندريه تاركوفسكي، روسي صانع الفيلم (1972)[309]
- شير، المغني الأرمني الأمريكي وكاتب الاغاني (1993)[310]
- أورول تشاليشلار، الصحفي والكاتب التركي (1995)[311]
- جنكيز كاندار صحفي تركي والمراسل الحربي السابق (1995)[311]
- كيرك كيركوريان، رجل الأعمال الأمريكي (1997)[312]
- توماس دي وال، صحفية ومؤلفة بريطانية (2000)[313]
- الأمير ريتشارد، دوق غلوستر (2001)[314]
- بريجيت، دوقة غلوستر (2001)[314]
- جون يلتي، رئيس جامعة ولاية كاليفورنيا، فريسنو (2004)[315]
- هرانت دينك، الصحافي التركي الأرمني الذي اغتيل في عام 2007(2004)[316]
- باولو كويلو، الروائي البرازيلي (2004)[317]
- مراد بلجي، الكاتب التركي والأكاديمي (2005)[318]
- يهودا باور، المؤرخ الإسرائيلي، عالم من المحرقة (2005)[232]
- تانر أككام، مؤرخ وعالم الاجتماع التركي (1995, 2005)[318][319]
- يوري دجوركاييف، لاعب كرة القدم الفرنسي / لكرة القدم، بطل العالم وأوروبا (2006)[316]
- جيري تاركانيان، مدرب كرة السلة الأمريكي (2006)[320]
- فلاديمير كرامنيك، بطل العالم في الشطرنج الروسي (2007)[321]
- حسن جمال، الكاتب الصحفى وحفيد بجمال باشا، واحدة من الجناة الرئيسيون للإبادة الجماعية (2008)[322]
- Iإيان جيلان، مغني الروك الإنجليزي (2009)[91]
- توني يوممي، عازف الجيتار الإنجليزية (2009)[91]
- جيف داونز، العازف الإنجليزي (2009)[91]
- بات كاش، الأسترالي لاعب التنس المحترفين (2009)[91]
- إسرائيل تشارني، باحث في الإبادة الجماعية الإسرائيلية (2005, 2010)[232][323]
- فاهاكن دادريان، عالم الإبادة الجماعية (2010)[323]
- يفيس تيرنون، المؤرخ الفرنسي (2010)[323]
- لياندرو ديسبوي، المحامي الأرجنتيني لحقوق الإنسان (2010)[323]
- ويليام شاباس، الأكاديمية الكندية (2010)[324]
- أمير كوستوريكا، والمخرج الصربي (2010,[325] 2015)[326]
- أليكسي ليونوف، رائد الفضاء السوفياتي، والإنسان الأول لإجراء سير في الفضاء (2010)[44]
- سيرج تانكيان، مغني الروك الأرمينية للولايات المتحدة (2010)[92]
- جيرار دوبارديو، الممثل الفرنسي (2010)[327]
- زوريس ألفيروف، الفيزيائي الروسي، الحائز على جائزة نوبل في الفيزياء (2011)[94]
- ستيف وزنياك، الأمريكي مهندس كمبيوتر، المؤسس المشارك لشركة أبل، Inc. (2011)[94]
- أرسن غالستيان، البطل الاولمبي الروسي ولد الأرمني في الجودو (2012)[328]
- أوغور أونغور، مؤرخ التركي (2012)[329]
- آلان ديلون، الممثل الفرنسي (2012)[330]
- آنا تشابمان، وكيل المخابرات الروسية (2013)[331]
- مونتسيراة كابال، مغني الاوبرا الاسباني (2013)[332]
- سيت تشيتنولغو، مؤرخ التركي (2013, 2016)[333]
- جوزيف كوبزون، مغني روسي (2013)[334]
- ماريو مازولا، المدير التنفيذي لتطوير في سيسكو سيستمز (2014)[335]
- إسماعيل بيسيكشي، الباحث التركي والمرشح لجائزة نوبل للسلام (2014)[270]
- فاتح أكين، المخرج السينمائي التركي الألماني (2015)[336]
- مارديك مارتن، كاتب السيناريو الأمريكي (2015)[337]
- يفغيني كيسين، عازف البيانو الروسي (2015)[338]
- كيم كارداشيان، الشخصية التلفزيونية الأرمينية للولايات المتحدة (2015)[339]
- كلوي كارداشيان، الشخصية التلفزيونية الأرمينية للولايات المتحدة (2015)[339]
- كاني ويست، مغني الراب الأمريكي والمنتج القياسي (2015)[339]
- تشارلي أرمسترونغ، مغني الجاز الأمريكي (2015)[340]
- دانيال ديكر، والمغني الأمريكي الملحن (2015)[341]
- ديما بيلان، مغنية روسية (2016)[342]
- آرثر أبراهام، ملاكم ألماني-أرمني محترف (2015)[119]
- ماريا غوليغهينا، السوبرانو الروسية مغنية الأوبرا (2015)[343]
- إستير موجاوايو، مؤلف الروانديين والإبادة الجماعية في رواندا الناجي (2015)[344]
- فيتك دارشينيان، الأسترالي الأرمني ملاكم محترف (2015)[119]
- ريتشارد هوفانيسيان، مؤرخ أرمني أميركي (2015)[345]
- ستيفن سميث D.، المدير التنفيذي لUSC معهد مؤسسة المحرقة (2015)[345]
- أندريه مانوكيان، موسيقي جاز فرنسي أرميني (2015)[231]
- جنكيز اكتر، الصحفي التركي والكاتب (2015)[346]
- ماتياس بيورنلوند، المؤرخ الدنماركي (2015)
- روندا روسي، الفنان العسكرية الأمريكية وUFC مقاتل بطل (2015)[347]
- جيغارد موساسي، الهولندي فنان الدفاع عن النفس المختلطة وUFC مقاتلة (2015)[348]
- أليكسيس وهانيان، الشريك المؤسس والرئيس التنفيذي لرديت (2015)[349]
- كونان أوبراين، المضيف التلفزيون الأمريكي، والكوميدي (2015)[350]
- كمال يالسين، كاتب تركي (2015)[351]
- أناتولي توركونوف، عميد معهد موسكو الحكومي للعلاقات الدولية (2015)[352]
- يوجين كاسبيرسكي، أخصائي معلومات الروسي والرئيس التنفيذي لشركة كاسبرسكي لاب (2015)[353]
- ليما غبوي، ناشطة السلام الليبيرية والحائزة على جائزة نوبل للسلام (2016)[354]
- شيرين عبادي، المحامية الإيرانية، القاضي السابق والحائز على جائزة نوبل للسلام (2016)[355]
- سيدا غلام فاطمة، الناشط في مجال حقوق الإنسان والعمل الباكستاني (2016)[354]
- مارغريت بارانكيتس، ناشط حقوق الإنسان في بوروندي (2016)[354]
- هينا جيلاني، الناشط في مجال حقوق الإنسان الباكستانية (2016)[354]
- جون برندرجاست، الناشط الأمريكي لحقوق الإنسان وعضو مؤسس في مشروع كفى (2016)[165]
- ريسيدنتي، موسيقي بورتوريكو (2016)[356]
- شارل أزنافور، المغني الفرنسي الارمني (2015, 2016)[357][358]
- جورج كلوني، الممثل الأمريكي (2016) />
- ماثيو فيستينغ، الأمير وغراند ماستر من فرسان مالطة العسكرية (2016)[359]
- دين كاين، الممثل الأمريكي (2017)[360]
- مونتل وليامز، الشخصية التلفزيونية الأمريكية (2017)[361]
- جون مالكوفيتش، والممثل الأمريكي ومدير (2017)[362]